# Wahlkreis Betzdorf/Kirchen (Sieg)
Der Wahlkreis Betzdorf/Kirchen (Sieg) (Wahlkreis 1) ist ein Landtagswahlkreis in Rheinland-Pfalz. Er umfasst die Verbandsgemeinden Betzdorf (ehemalig), Daaden-Herdorf und Kirchen (Sieg), die dem Landkreis Altenkirchen (Westerwald) angehören sowie vom Westerwaldkreis die Verbandsgemeinde Rennerod.

## Wahl 2021
Für die Landtagswahl 2021 treten folgende Kandidaten an:
| Direktkandidaten             | Partei           | Wahlkreisstimmen in % | Landesstimmen in % |
| ---------------------------- | ---------------- | --------------------- | ------------------ |
| Sabine Bätzing-Lichtenthäler | SPD              | 37,4 %                | 35,5 %             |
| Michael Wäschenbach          | CDU              | 41,5 %                | 33,6 %             |
| Anna Neuhof                  | Grüne            | 7,9 %                 | 6,5 %              |
| Steffen Schlechtriemen       | FDP              | 8,2 %                 | 5,4 %              |
| Julien Fleckinger            | Die Linke        | 5,0 %                 | 2,5 %              |
| –                            | AfD              | –                     | 8,6 %              |
| –                            | Freie Wähler     | –                     | 3,2 %              |
| –                            | Piraten          | –                     | 0,5 %              |
| –                            | ÖDP              | –                     | 0,5 %              |
| –                            | Klimaliste       | –                     | 0,2 %              |
| –                            | Die PARTEI       | –                     | 1,1 %              |
| –                            | Tierschutzpartei | –                     | 1,7 %              |
| –                            | Volt             | –                     | 0,6 %              |

## Wahl 2016
Die Ergebnisse der Wahl zum 17. Landtag Rheinland-Pfalz 13. März 2016:
| Direktkandidaten                  | Partei    | Wahlkreisstimmen | Landesstimmen |
| --------------------------------- | --------- | ---------------- | ------------- |
| Sabine Bätzing-Lichtenthäler      | SPD       | 38,7 %           | 33,3 %        |
| Michael Wäschenbach               | CDU       | 41,6 %           | 36,2 %        |
| Anna Neuhof                       | GRÜNE     | 4,8 %            | 3,8 %         |
| Sandra Weeser                     | FDP       | 9,4 %            | 6,1 %         |
| Julien Fleckinger                 | DIE LINKE | 5,6 %            | 2,6 %         |
| –                                 | AfD       | –                | 13,6 %        |
| –                                 | Sonstige  | –                | 3,9 %         |
| Wahlberechtigte: 56.790 Einwohner |           |                  |               |
| Wahlbeteiligung: 66,2 %           |           |                  |               |

- Direkt gewählt wurde Michael Wäschenbach (CDU).
- Sabine Bätzing-Lichtenthäler (SPD) wurde über die Landesliste (Listenplatz 7) gewählt.

## Wahl 2011
Die Ergebnisse der Wahl zum 16. Landtag Rheinland-Pfalz vom 27. März 2011:
| Direktkandidaten                  | Partei    | Wahlkreisstimmen | Landesstimmen |
| --------------------------------- | --------- | ---------------- | ------------- |
| Matthias Krell                    | SPD       | 37,2 %           | 33,6 %        |
| Josef Rosenbauer                  | CDU       | 40,1 %           | 40,1 %        |
| Hans-Artur Bauckhage              | FDP       | 7,2 %            | 4,9 %         |
| Anna Neuhof                       | Grüne     | 11,3 %           | 13,7 %        |
| Uwe Maag                          | Die Linke | 4,2 %            | 3,5 %         |
| –                                 | Sonstige  | –                | 4,2 %         |
| Wahlberechtigte: 45.356 Einwohner |           |                  |               |
| Wahlbeteiligung: 56,9 %           |           |                  |               |

- Direkt gewählt wurde Josef Rosenbauer (CDU).[5]
- Anna Neuhof (GRÜNE) wurde über die Landesliste (Listenplatz 15) gewählt.[7]

## Wahl 2006
Die Ergebnisse der Wahl zum 15. Landtag Rheinland-Pfalz vom 26. März 2006:
| Direktkandidaten                  | Partei   | Wahlkreisstimmen | Landesstimmen |
| --------------------------------- | -------- | ---------------- | ------------- |
| Matthias Krell                    | SPD      | 35,7 %           | 40,5 %        |
| Josef Rosenbauer                  | CDU      | 43,2 %           | 38,0 %        |
| Hans-Artur Bauckhage              | FDP      | 15,5 %           | 11,0 %        |
| Rainer Stockschläder              | Grüne    | 3,7 %            | 3,4 %         |
| Karl Stephan Schulte              | WASG     | 1,9 %            | 2,2 %         |
| –                                 | Sonstige | –                | 5,0 %         |
| Wahlberechtigte: 45.904 Einwohner |          |                  |               |
| Wahlbeteiligung: 52,5 %           |          |                  |               |

- Direkt gewählt wurde Josef Rosenbauer (CDU).[8]
- Matthias Krell (SPD) wurde über die Landesliste (Listenplatz 29) und Hans-Artur Bauckhage (FDP) über die Bezirksliste (Listenplatz 1 im Bezirk 1) gewählt.[10]

## Wahlkreissieger
| Wahl | Name                | Partei | Stimmenanteil |
| ---- | ------------------- | ------ | ------------- |
| 1991 | Franz Schwarz       | SPD    | 45,6 %        |
| 1996 | Josef Rosenbauer    | CDU    | 44,4 %        |
| 2001 | Josef Rosenbauer    | CDU    | 43,4 %        |
| 2006 | Josef Rosenbauer    | CDU    | 43,2 %        |
| 2011 | Josef Rosenbauer    | CDU    | 40,1 %        |
| 2016 | Michael Wäschenbach | CDU    | 41,6 %        |
| 2021 | Michael Wäschenbach | CDU    | 41,5 %        |